# Duomo di Novara
Il duomo di Novara, il cui nome completo è cattedrale di Santa Maria Assunta, è il principale luogo di culto cattolico della città di Novara, sede vescovile della diocesi omonima. Gli affreschi del Duomo di Novara sono realizzati da Carlo Bazzi.

## Storia
Una prima basilica cristiana dedicata a Santa Maria venne costruita tra il 350 e il 400 nel medesimo luogo in cui, in precedenza, si trovava un tempio pagano di Giove. Nei secoli successivi la chiesa venne più volte rimaneggiata ed ampliata.
Tra l'XI e il XII secolo, la cattedrale primitiva venne demolita e, al suo posto, ne venne costruita una nuova, in stile romanico; la consacrazione avvenne il giorno 17 aprile 1132, da parte di papa Innocenzo II. La nuova chiesa era a croce latina, con tre navate e matronei. La facciata, preceduta da un quadriportico, era affiancata da due torri scalari che univano le navate ai matronei. La crociera era coperta da un tiburio ottagonale e l'altare maggiore, costituito da una mensa sorretta da colonnine, era sormontato da un ciborio. La pavimentazione originale era a formelle quadrate, esagonali o triangolari di marmi bianchi e grigio-scuri, mentre la decorazione delle pareti interne era interamente in mosaico a soggetto floreale.
Alle pareti vi era una serie di affreschi, alcuni dei quali, risalenti al X secolo, sono stati riportati alla luce nel XXI secolo: essi illustrano le scene dell'Apocalisse, di autore ignoto; del XV secolo risale, invece, il grandioso affresco raffigurante il Giudizio universale.
A partire dal XV secolo, la chiesa fu oggetto di importanti restauri: nel Quattrocento vennero aperte, lungo le navate laterali, delle cappelle, ed altre nel Cinquecento. La facciata venne puntellata con contrafforti e le due torri scalari demolite, rimanendo in piedi soltanto il campanile, di fianco al transetto sinistro. Nel 1580, per volere del vescovo Francesco Bossi, venne demolita la vecchia abside, sostituita da un nuovo coro a pianta rettangolare. Il vescovo Carlo Bascapè, nella prima metà degli anni novanta del Cinquecento fece costruire il nuovo altare maggiore e Benedetto Odescalchi, nel 1680, restaurò il tiburio dotandolo di una lanterna. Nel XVIII secolo, su progetto di Benedetto Alfieri, la cattedrale venne gradualmente restaurata in stile barocco, mantenendo le sue strutture originarie. Tuttavia i lavori furono fermati nel 1792 che soltanto il transetto e alcune cappelle erano state realizzate, e ripresero nel 1831 su progetto del Melchiori, che realizzò il nuovo coro, il cui altare, consacrato nel 1836 ma terminato più tardi, venne progettato da Alessandro Antonelli.
A quest'ultimo, nel 1854, venne richiesto un progetto per la ricostruzione del quadriportico, ma lui ne presentò uno che prevedeva anche la ricostruzione dell'intera cattedrale, che venne approvato l'anno successivo. Nel 1857 venne demolito il quadriportico ed in seguito ricostruito, mentre a partire nel 1865 vennero demolite le navate e la cupola della cattedrale romanica. La costruzione delle nuove navate terminò nel 1869 e, il 2 ottobre dello stesso anno, la cattedrale venne consacrata. Tuttavia, non vennero costruiti il transetto e il coro.
L'edificio ha subito un'opera di restauro durata 12 anni che si è conclusa nel novembre 2009 con il termine dei lavori di sistemazione del campanile romanico.

## Descrizione

### Architettura

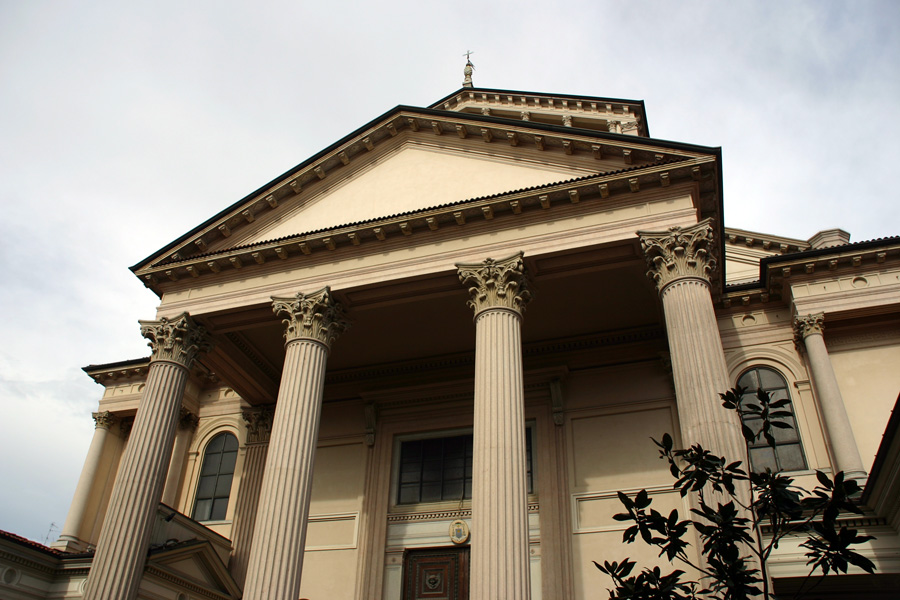
La facciata

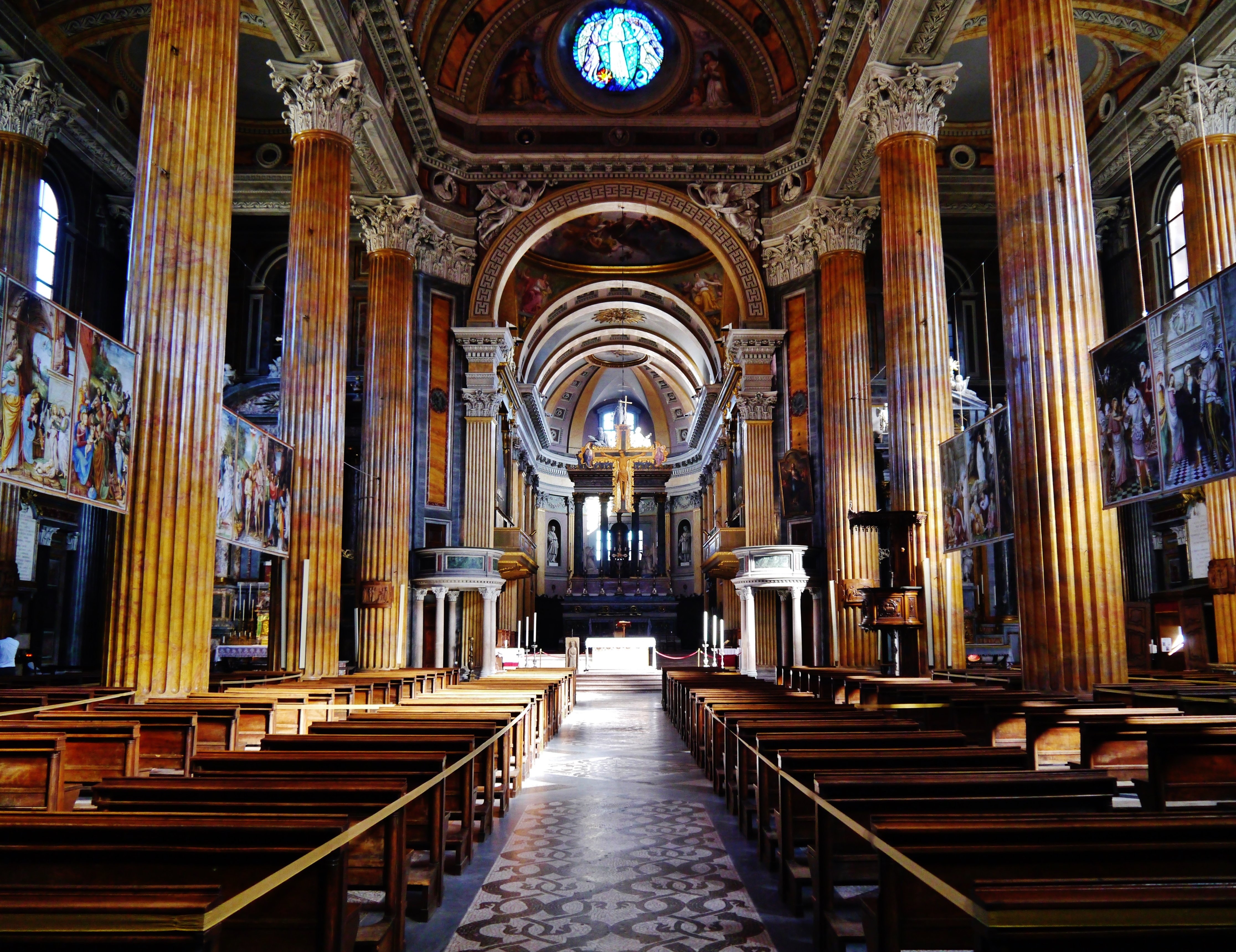
Interno del Duomo

Il duomo, assieme agli altri edifici sacri ad esso connessi, si trova nel cuore della città, in Piazza della Repubblica, dove sorgeva una precedente cattedrale romanica.
Lungo il lato affacciato alla piazza l'edificio è delimitato da un colonnato; sotto al portico si trova l'accesso al sagrato, chiuso da una cancellata e circondato internamente da un ulteriore porticato.
L'ingresso è situato sotto un pronao, costituito da quattro imponenti colonne scanalate, ornate da capitelli corinzi, che sorreggono il frontone di forma triangolare.

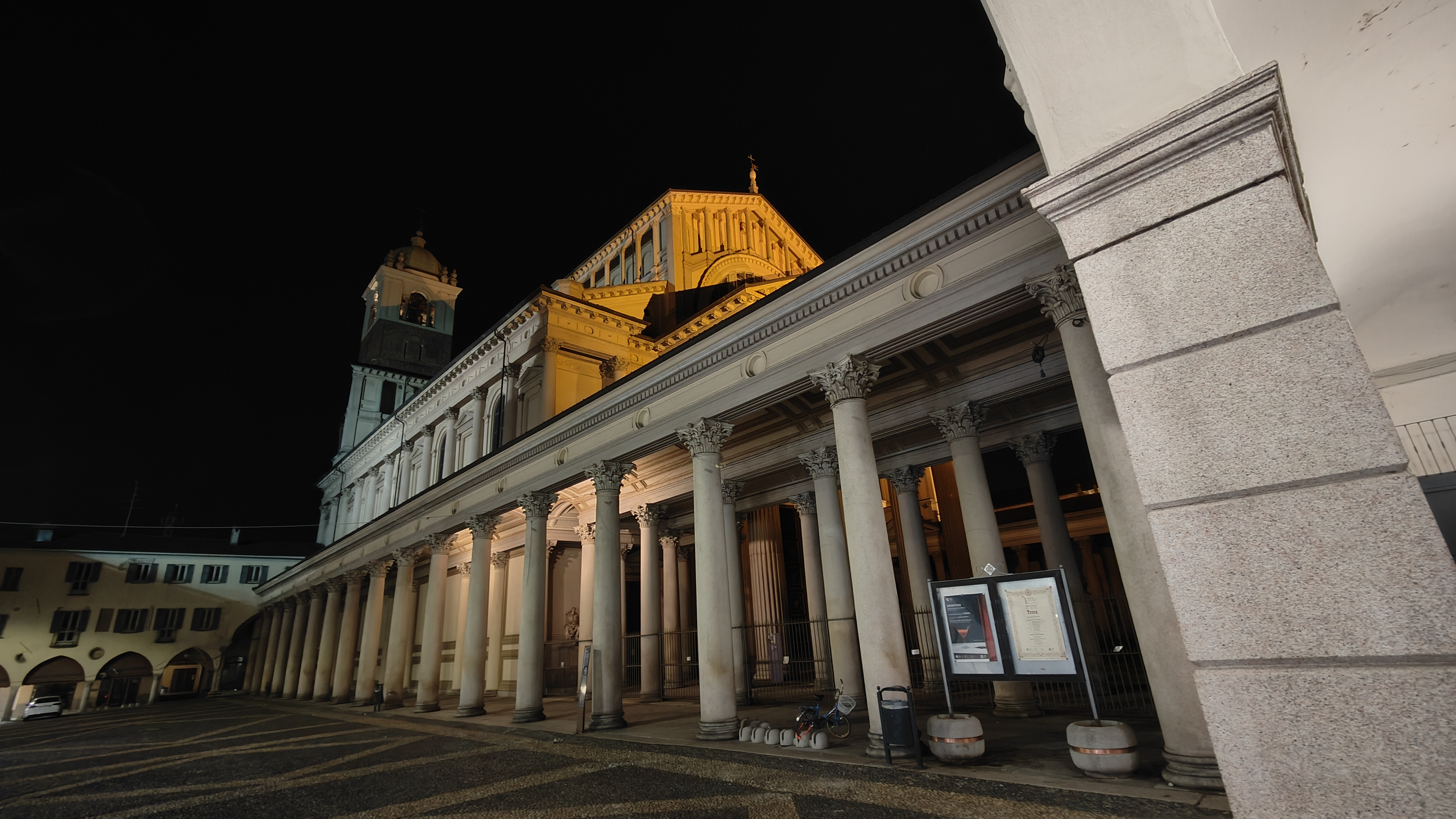
La cattedrale S.M. Assunta vista di notte.

La struttura interna è suddivisa in tre navate da possenti colonne in stucco marezzato di colore giallo-ocra.
La navata centrale è coperta da una volta a botte mentre le navate laterali hanno copertura a calotta in ogni campata.
Tra i dipinti più significativi troviamo lo Sposalizio di Santa Caterina di Gaudenzio Ferrari, oltre ad opere di Bernardino Lanino e Callisto Piazza.
È di ragguardevole rilevanza anche il busto di San Bernardo di Mentone situato all'interno di un'edicola al di sopra dell'altare di San Gaetano. Esso probabilmente è una riproduzione fedele del volto del santo ottenuta dai calchi del viso.
Di fronte alla chiesa, dall'altro lato del sagrato, sorge il Battistero paleocristiano, risalente al IV-V secolo, considerato il più antico monumento della città.
L'edificio è a pianta ottagonale con absidi alternatamente rettangolari e semicircolari. Al centro vi sono i resti della primitiva fonte battesimale.
Il disegno dell'altare maggiore, approvato nel 1836, appartiene all'Antonelli.

### Organi a canne

#### Organo in cornu Epistolae
Sulla cantoria sulla parete destra del presbiterio, si trova l'organo a canne costruito da Alessandro Mentasti nel 1902.
Lo strumento è a trasmissione mista: trasmissione meccanica con leva Barker per i manuali e il pedale e pneumatica per i registri. La consolle è in cantoria, davanti al corpo d'organo, ed ha tre tastiere di 56 note ciascuna e pedaliera dritta di 30 note.

#### Organo in cornu Evangelii
Sulla cantoria sulla parete sinistra del presbiterio, si trova un secondo organo a canne, dalla ditta Biroldi nel XIX secolo e successivamente profondamente modificato.
Lo strumento è a trasmissione integralmente meccanica e la sua consolle dispone di un'unica tastiera di 56 note con prima ottava cromatica estesa (è stata eliminata la controttava scavezza) e pedaliera dritta di 27 note.

#### Organo positivo
Nella chiesa, a pavimento, vi è anche l'organo positivo Mascioni opus 1077, costruito nel 1986. Lo strumento, a trasmissione integralmente meccanica, dispone di un'unica tastiera di 61 note e pedaliera a leggio di 12 note priva di registri propri e costantemente unita al manuale.

### Il campanile e le campane
Il campanile romanico contiene un concerto di 5 campane in La♭ 2, più una piccola campana come richiamo. Il concerto originario era quindi composto da 5 campane in Lab2 Fuse da Joseph Bozzius nel 1760 che hanno subito due rifusioni (III e V campana). Nel 1889 è stata aggiunta la sesta campana, detta di richiamo e tuttora batte le ore e le mezze. Di seguito, le campane attualmente (2012) presenti nel campanile:
| Nome                | Nota  | Fonditore                   | Fusione |
| ------------------- | ----- | --------------------------- | ------- |
| Campana maggiore    | La♭ 2 | Joseph Bozzius              | 1760    |
| Campana II          | Si♭ 2 | Joseph Bozzius              | 1760    |
| Campana III         | Do 3  | Achille Mazzola             | 1950    |
| Campana IV          | Re♭ 3 | Joseph Bozzius              | 1760    |
| Campana V           | Mi♭ 3 | Roberto Mazzola fu Pasquale | 1901    |
| Campana di richiamo | Re 4  | Pasquale Mazzola            | 1889    |

### La Canonica e il chiostro

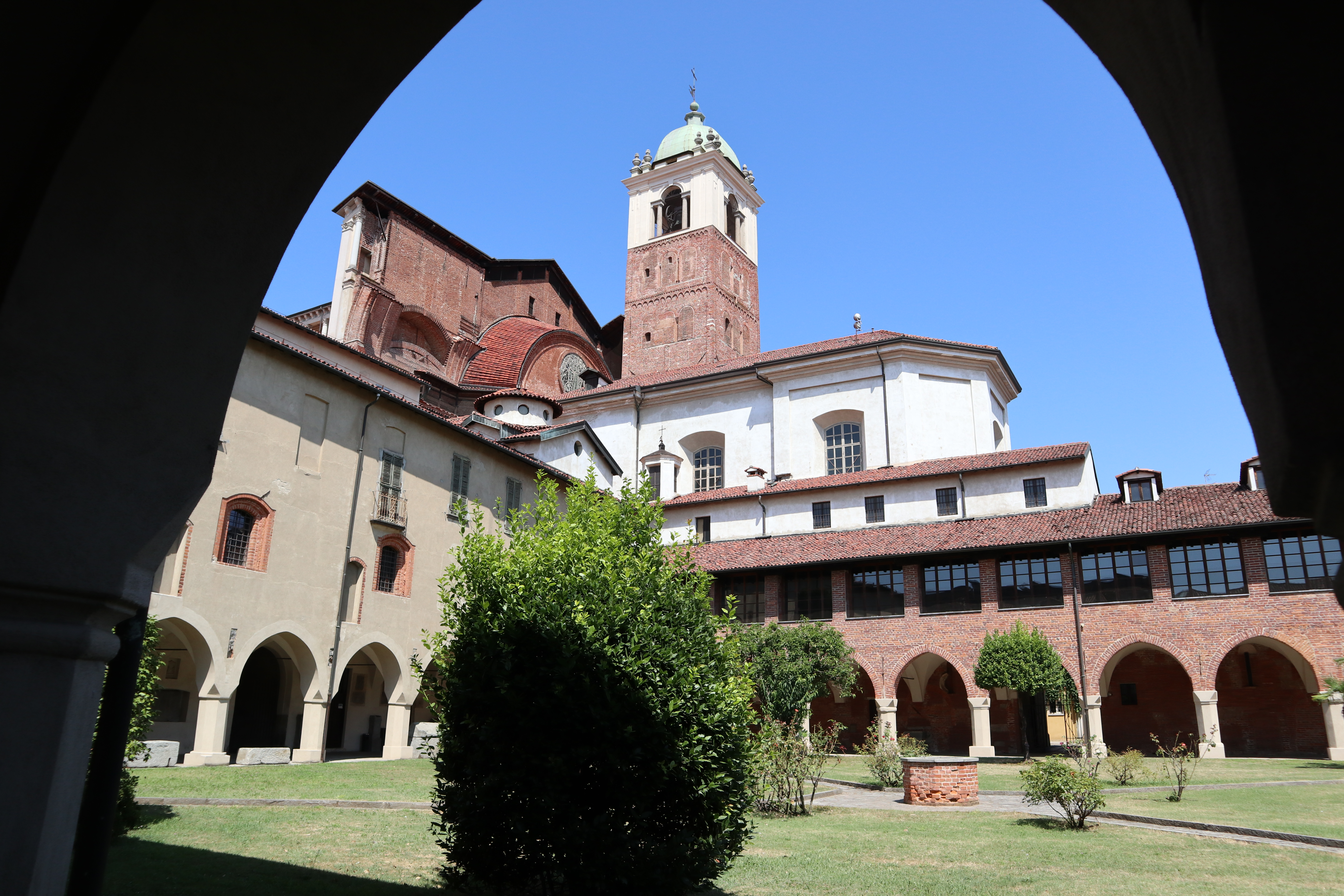
Il chiostro della Canonica e il campanile

Alle spalle del duomo e del palazzo Vescovile si trova la Canonica, un edificio già menzionato in un documento del IX secolo, voluto probabilmente dal Vescovo Adalgisio, per accogliere i chierici ed i presbiteri della Chiesa novarese.
Il chiostro della Canonica come lo si osserva oggi risale alla fine del XV secolo ed è composto da un quadriportico con eleganti archi ogivali. All'interno sono raccolti reperti archeologici, sarcofagi, rilievi scolpiti, antiche epigrafi, perlopiù di età romana e tardo-romana, provenienti dal territorio novarese. Notevole è il bassorilievo in marmo che raffigura una nave governata da marinai e un pescatore che regge una lenza con un pesce, esempio di arte paleocristiana risalente alla fine del III secolo.